# The Troublesome Baby
Pour plus de détails, voir Fiche technique et Distribution.
The Troublesome Baby est un film muet américain réalisé par Frank Powell et sorti en 1910.

## Fiche technique
- Titre : The Troublesome Baby
- Réalisation : Frank Powell
- Photographie : Arthur Marvin
- Producteur : D.W. Griffith
- Société de production : American Mutoscope and Biograph Company
- Pays d'origine :  États-Unis
- Langue : anglais
- Métrage : 150 mètres
- Format : Noir et blanc — 35 mm — 1,33:1 — Muet
- Genre : Comédie
- Durée : 5 minutes
- Dates de sortie : 
  - États-Unis : 17 novembre 1910

## Distribution
- William J. Butler : M. Samuel
- Flora Finch : Mme Samuel
- Dorothy Davenport
- Gladys Egan
- Florence La Badie
- Jeanie Macpherson